# خدرنق لين
خدرنق لين (الاسم العلمي: Cheiracanthium molle) هو نوع من العنكبوتيات يتبع جنس الخدرنق من الفصيلة العناكب الكيسية.